# Sorède
Sorède (på Catalansk: Sureda) er en by og kommune i departementet Pyrénées-Orientales i Sydfrankrig.

## Geografi
Sorède ligger for foden af Les Albères, som er en del af Pyrenæerne. Argelès har en 7 km lang sandstrand. Længst mod syd er der klippekyst. Floden Tech løber ud i Middelhavet nord for Argelès.
Mod sydvest ligger Laroque-des-Albères (2 km), mod nord Saint André (3 km) og mod øst Argelès-sur-Mer (7 km).

## Historie
Det er vanskeligt at datere byens oprindelse, men stedet synes at være beboet siden stenalderen.
Borgen Ultrère, som ligger på en klippetop sydvest for Sorède, kan spores helt tilbage til romertiden. Den ligger i dag i kommunen Argelès-sur-Mer, men har traditionelt været tilknyttet Sorède.
Sorède nævnes første gang i et juridisk dokument fra 898 under navnet de locum Sunvereta. Omkring 950 blev et slot opført af den lokale herremand (seigneur).
I 1175 udnævnte Alfons II af Aragonien grev Durban til seigneur af Sorède. Hans efterkommere beholdt titlen indtil 1264, hvor Jakob 1. af Aragonien gav herskabet til Arnaud af Castelnou.
Indtil revolutionen skiftede herskabet ejerskab flere gange. Den sidste familie, som havde herskabet hed Oms.

## Demografi

### Udvikling i folketal
| 1962                                                              | 1968  | 1975  | 1982  | 1990  | 1999  | 2007  | 2011  | 2017  |
| ----------------------------------------------------------------- | ----- | ----- | ----- | ----- | ----- | ----- | ----- | ----- |
| 1.138                                                             | 1.164 | 1.491 | 1.896 | 2.160 | 2.699 | 2.970 | 3.050 | 3.267 |
| Tal fra og med 1962 er uden dobbelttælling (sans doubles comptes) |       |       |       |       |       |       |       |       |